# Чентрале Фонтеноче (Мачерата)
Чентрале Фонтеноче (итал. Centrale Fontenoce) насеље је у Италији у округу Мачерата, региону Марке.
Према процени из 2011. у насељу је живело 4 становника. Насеље се налази на надморској висини од 58 м.